# ميناس ديل ريو تينتو
بلدية ميناس ديل ريو تينتو (بالإسبانية: Minas de Riotinto) هي بلدية تقع في مقاطعة ولبة التابعة لمنطقة أندلوسيا جنوب إسبانيا.

## الديموغرافيا
بلغ عدد سكان بلدية ميناس ديل ريو تينتو 4.157 نسمة عام 2011 (وفقاً للمعهد الوطني الإسباني للإحصاء).
| 5.212 | 5.027 | 4.724 | 4.478 | 4.281 | 4.221 | 4.157 |

## أعلام
- فيدل تشافيس دي لا توري
- خوسيه كارلوس فيرنانديز